# امبارس-ات-لاگراوا
امبارس-ات-لاگراوا (به فرانسوی: Ambarès-et-Lagrave) یک کامین در فرانسه است که در Canton of Carbon-Blanc واقع شده‌است.

## خصوصیات
امبارس-ات-لاگراوا ۲۴٫۷۶ کیلومترمربع مساحت و ۱۳٬۱۷۲ نفر جمعیت دارد و ۷ متر بالاتر از سطح دریا واقع شده‌است.

## نگارخانه

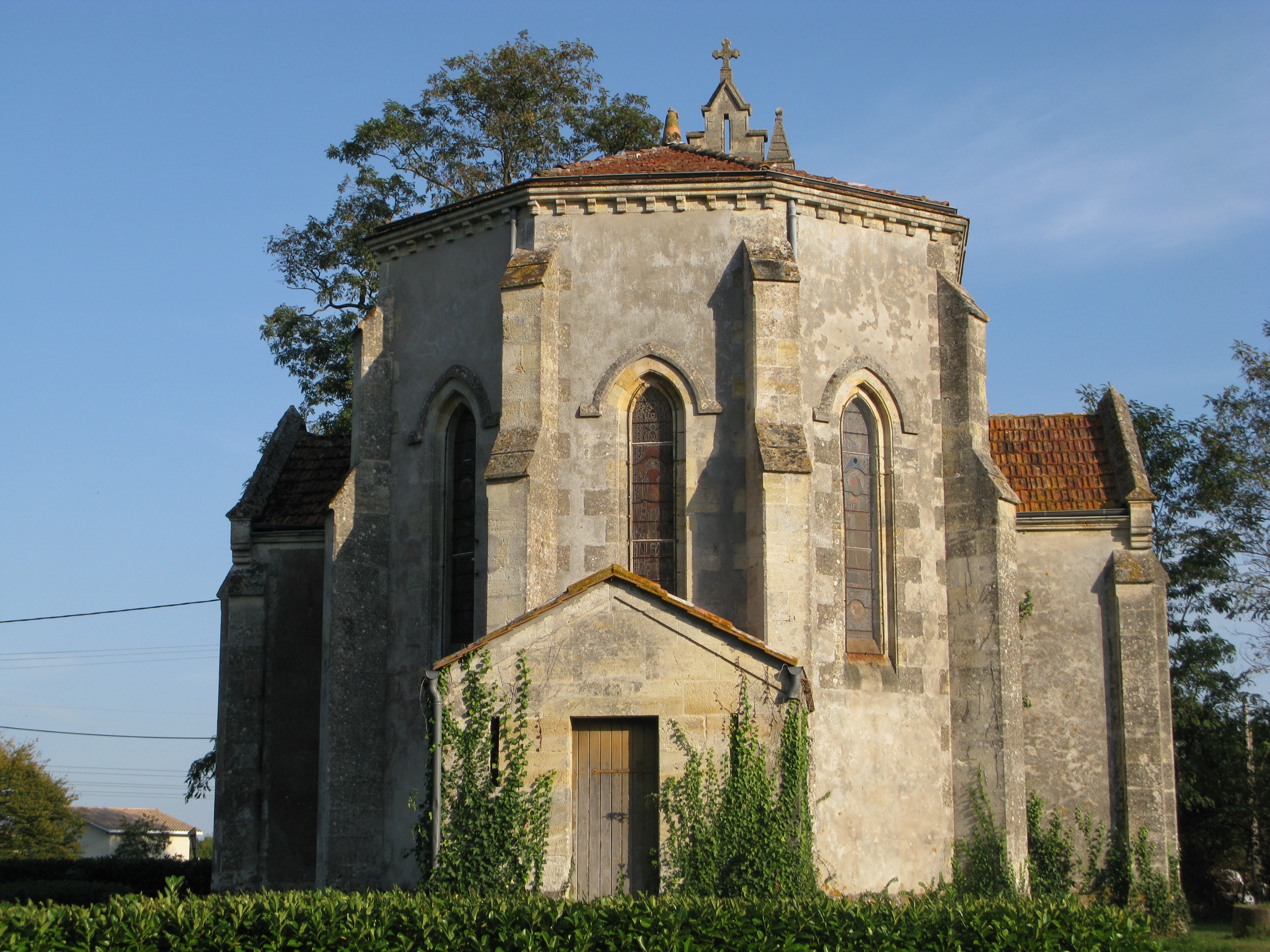
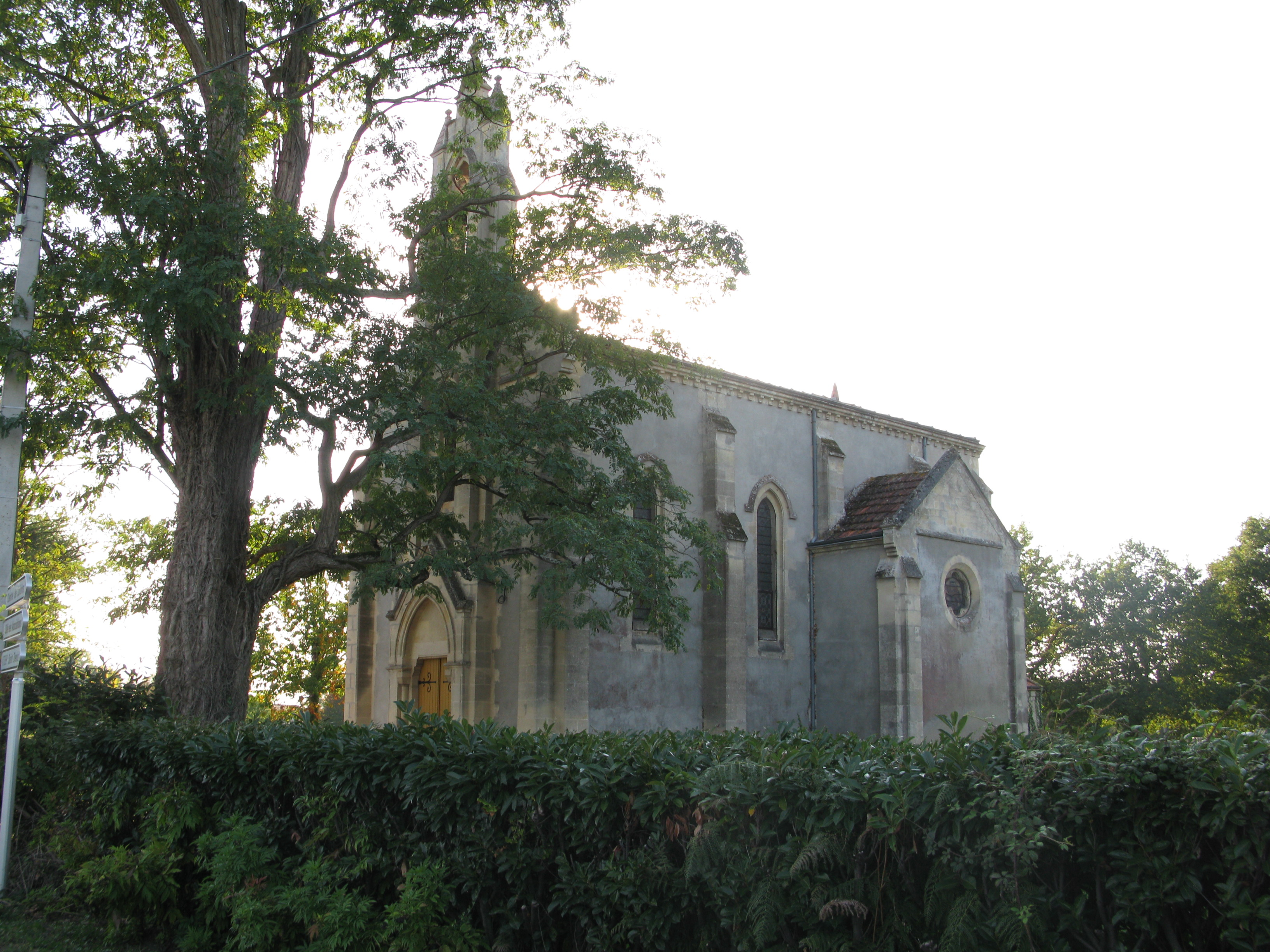
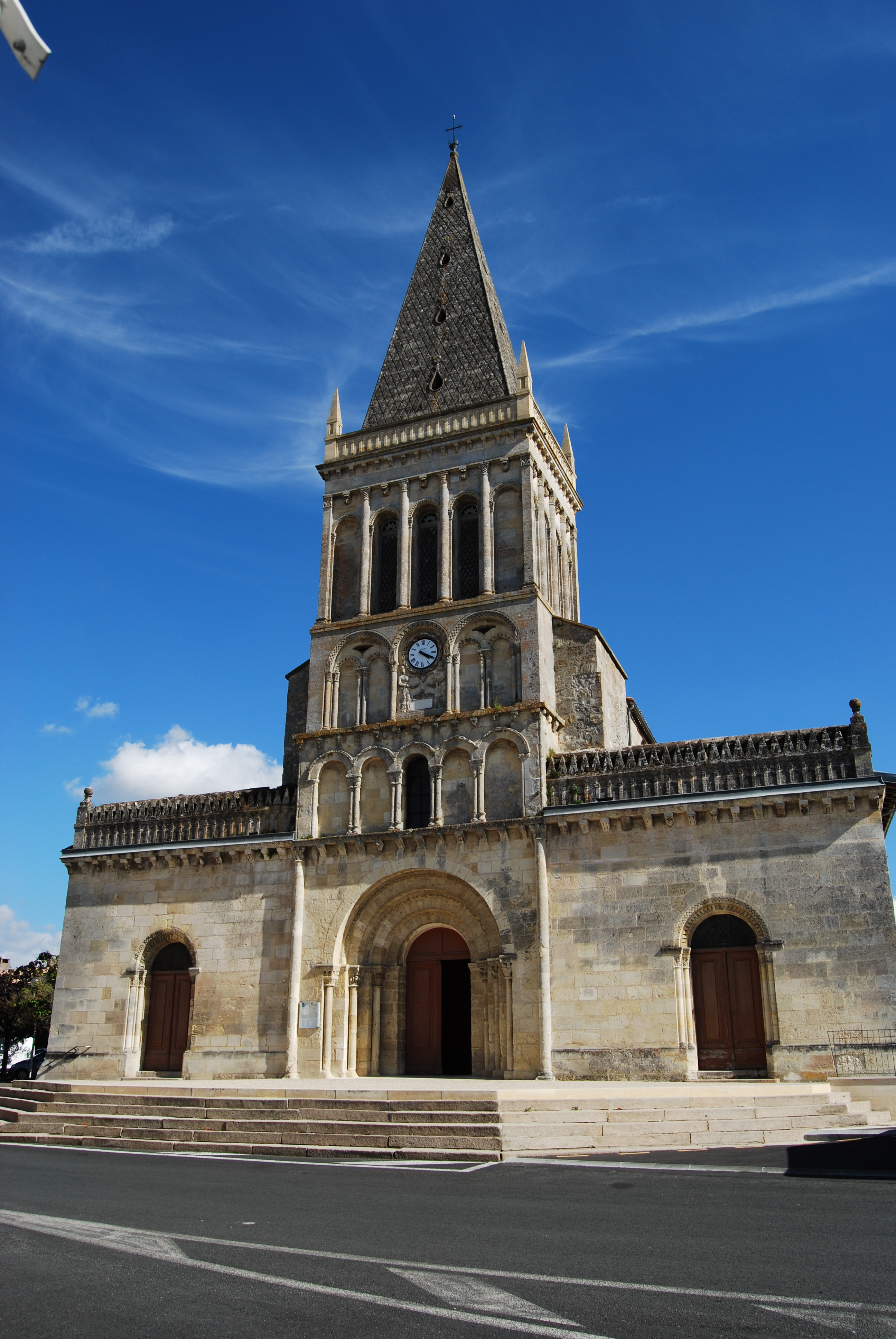